# Bill Quinn
William Tyrell Quinn, detto Bill (New York, 6 maggio 1912 – Camarillo, 29 aprile 1994), è stato un attore statunitense.
Per il grande schermo inanellò dal 1924 al 1989 più di 30 partecipazioni mentre per la televisione diede vita a numerosi personaggi in oltre 160 produzioni dal 1949 al 1988. È stato accreditato anche con i nomi Billy Quinn, William T. Quinn e William Quinn.

## Biografia
Bill Quinn nacque a New York il 6 maggio 1912. Debuttò al cinema da bambino negli anni venti. Fu per molti anni attore teatrale e lavorò anche in radio.
Attore caratterista, fu interprete di diversi personaggi per serie televisive, tra cui Frank Sweeney in 38 episodi della serie The Rifleman dal 1958 al 1963, Burke in un doppio episodio della serie Squadra speciale anticrimine nel 1967, Walter Richards in tre episodi della serie Mary Tyler Moore Show nel 1972, il capitano della polizia Paulson in quattro episodi della serie McMillan e signora dal 1976 al 1977 (più un altro episodio con un altro ruolo), Van Ranseleer in tre episodi della serie Arcibaldo nel 1978 e in 62 episodi dello spin-off Archie Bunker's Place dal 1979 al 1983 e Harlan Blackford in due episodi della serie Ralph supermaxi eroe dal 1981 al 1982. Interpretò inoltre numerosi altri personaggi secondari o ruoli da guest star in molti episodi di serie televisive dagli anni cinquanta agli anni ottanta, anche con ruoli diversi in più di un episodio, come tre episodi di Hawaiian Eye, tre episodi di I racconti del West, tre episodi di Perry Mason, sei episodi di Sotto accusa, tre episodi di Il fuggiasco, quattro episodi di Il virginiano, sette episodi di Bonanza, sette episodi di La grande vallata, sei episodi di Ironside, sei episodi di F.B.I., quattro episodi di La strana coppia, quattro episodi di The Bob Newhart Show, quattro episodi di Agenzia Rockford, quattro episodi di La casa nella prateria, quattro episodi di Insight e tre episodi di Bravo Dick.
La sua carriera cinematografica può vantare diverse presenze con varie interpretazioni tra cui quelle del colonnello Magnusson in Tempesta sulla Cina del 1960, Alan Lyman in Tanoshimi, è bello amare del 1961, del senatore Paul Hendershot in Tempesta su Washington del 1962, Sam, l'uomo nel diner in Gli uccelli del 1963, il giudice Antonio Runzuli in Libertà poco vigilata del 1981, Ernie in Morti e sepolti del 1981, Mr. Leo Conroy nel secondo segmento del film Ai confini della realtà del 1983 e Emmet Kassler in Una fortuna da morire del 1988.
Per gli schermi televisivi la sua ultima interpretazione risale all'episodio Whose Trash Is It Anyway? della serie televisiva Autostop per il cielo, trasmesso il 12 ottobre 1988, in cui dà vita al personaggio di Bill Steelgrave, mentre per il cinema l'ultima interpretazione risale al film Star Trek V - L'ultima frontiera del 1989 in cui interpreta il padre di McCoy.
Morì a Camarillo, in California, il 29 aprile 1994 e fu seppellito al San Fernando Mission Cemetery di Mission Hills.

## Filmografia

### Cinema
- The New School Teacher, regia di Gregory La Cava (1924)
- Addio dottor Abelman! (The Last Angry Man), regia di Daniel Mann (1959)
- The Flying Fontaines, regia di George Sherman (1959)
- Tempesta sulla Cina (The Mountain Road), regia di Daniel Mann (1960)
- Dalla terrazza (From the Terrace), regia di Mark Robson (1960)
- Tanoshimi, è bello amare (Cry for Happy), regia di George Marshall (1961)
- Va nuda per il mondo (Go Naked in the World), regia di Ranald MacDougall (1961)
- Il giardino della violenza (The Young Savages), regia di John Frankenheimer (1961)
- Ada Dallas (Ada), regia di Daniel Mann (1961)
- Signora di lusso (Five Finger Exercise), regia di Daniel Mann (1962)
- Tempesta su Washington (Advise & Consent), regia di Otto Preminger (1962)
- Gli uccelli (The Birds), regia di Alfred Hitchcock (1963)
- Bionde, rosse, brune... (It Happened at the World's Fair), regia di Norman Taurog (1963)
- Un'idea per un delitto (Brainstorm), regia di William Conrad (1965)
- Mirage, regia di Edward Dmytryk (1965)
- Dark Intruder, regia di Harvey Hart (1965)
- When the Boys Meet the Girls, regia di Alvin Ganzer (1965)
- Penelope, la magnifica ladra (Penelope), regia di Arthur Hiller (1966)
- La donna del West (The Ballad of Josie), regia di Andrew V. McLaglen (1967)
- Il mondo è pieno... di papà (Doctor, You've Got to Be Kidding!), regia di Peter Tewksbury (1967)
- The Reluctant Astronaut, regia di Edward Montagne (1967)
- The Shakiest Gun in the West, regia di Alan Rafkin (1968)
- Un tipo che mi piace (Un Homme qui me plaît), regia di Claude Lelouch (1969)
- How to Frame a Figg, regia di Alan Rafkin (1971)
- Roger il re dei cieli (Ace Eli and Rodger of the Skies), regia di John Erman (1973)
- Mad Bomber - L'uomo sputato dall'inferno (The Mad Bomber), regia di Bert I. Gordon (1973)
- Pazzo pazzo West! (Hearts of the West), regia di Howard Zieff (1975)
- Psychic Killer, regia di Ray Danton (1975)
- Uppercut (Matilda), regia di Daniel Mann (1978)
- Libertà poco vigilata (Bustin' Loose), regia di Oz Scott (1981)
- Morti e sepolti (Dead & Buried), regia di Gary Sherman (1981)
- Ai confini della realtà (Twilight Zone: The Movie), regia di Joe Dante, John Landis (1983)
- Una fortuna da morire (Lucky Stiff), regia di Anthony Perkins (1988)
- Star Trek V - L'ultima frontiera (Star Trek V: The Final Frontier), regia di William Shatner (1989)

### Televisione
- State Trooper – serie TV, un episodio (1956)
- The Big Story – serie TV, 2 episodi (1949-1956)
- Una donna poliziotto (Decoy) – serie TV, episodio 1x02 (1957)
- I racconti del West (Zane Grey Theater) – serie TV, 3 episodi (1958-1961)
- Perry Mason – serie TV, 3 episodi (1958-1962)
- The Rifleman – serie TV, 38 episodi (1958-1963)
- The Californians – serie TV, un episodio (1958)
- Behind Closed Doors – serie TV, un episodio (1958)
- Rendezvous – serie TV, un episodio (1958)
- Alcoa Presents: One Step Beyond – serie TV, 2 episodi (1959-1960)
- Hawaiian Eye – serie TV, 3 episodi (1959-1960)
- Bonanza – serie TV, 7 episodi (1959-1968)
- Trackdown – serie TV, un episodio (1959)
- Tightrope – serie TV, episodio 1x04 (1959)
- Alcoa Theatre – serie TV, un episodio (1959)
- Il tenente Ballinger (M Squad) – serie TV, un episodio (1959)
- Ricercato vivo o morto (Wanted: Dead or Alive) – serie TV, 4 episodi (1960-1961)
- Peter Gunn – serie TV, episodio 2x18 (1960)
- Philip Marlowe – serie TV, episodio 1x26 (1960)
- The Westerner – serie TV, un episodio (1960)
- Alfred Hitchcock presenta (Alfred Hitchcock Presents) – serie TV, un episodio (1961)
- Il dottor Kildare (Dr. Kildare) – serie TV, 2 episodi (1962-1965)
- The Gallant Men – serie TV, episodio 1x01 (1962)
- Sotto accusa (Arrest and Trial) – serie TV, 6 episodi (1963-1964)
- Un equipaggio tutto matto (McHale's Navy) – serie TV, 6 episodi (1963-1966)
- Ripcord – serie TV, episodio 2x38 (1963)
- Fbi cape canaveral (FBI Code 98) – film TV (1963)
- Empire – serie TV, un episodio (1963)
- Indirizzo permanente (77 Sunset Strip) – serie TV, 2 episodi (1963)
- L'ora di Hitchcock (The Alfred Hitchcock Hour) – serie TV, un episodio (1963)
- Broadside – serie TV, 3 episodi (1964-1965)
- Il virginiano (The Virginian) – serie TV, 4 episodi (1964-1967)
- Undicesima ora (The Eleventh Hour) – serie TV, un episodio (1964)
- Ben Casey – serie TV, un episodio (1964)
- The Jack Benny Program – serie TV, un episodio (1964)
- Il mio amico marziano (My Favorite Martian) – serie TV, un episodio (1964)
- Io e i miei tre figli (My Three Sons) – serie TV, 2 episodi (1965-1966)
- Il fuggiasco (The Fugitive) – serie TV, 3 episodi (1965-1967)
- Organizzazione U.N.C.L.E. (The Man from U.N.C.L.E.) – serie TV, 3 episodi (1965-1967)
- La grande vallata (The Big Valley) – serie TV, 7 episodi (1965-1969)
- F.B.I. (The F.B.I.) – serie TV, 6 episodi (1965-1972)
- The Beverly Hillbillies – serie TV, un episodio (1965)
- Gli inafferrabili (The Rogues) – serie TV, episodio 1x21 (1965)
- The Crisis (Kraft Suspense Theatre) – serie TV, un episodio (1965)
- Cavaliere solitario (The Loner) – serie TV, un episodio (1965)
- The Long, Hot Summer – serie TV, un episodio (1965)
- Slattery's People – serie TV, un episodio (1965)
- I mostri (The Munsters) – serie TV, 2 episodi (1965)
- Mr. Roberts – serie TV, episodio 1x12 (1965)
- Per favore non mangiate le margherite (Please Don't Eat the Daisies) – serie TV, 2 episodi (1966-1967)
- Iron Horse – serie TV, 2 episodi (1966-1967)
- A Man Called Shenandoah – serie TV, episodio 1x20 (1966)
- Mister Ed, il mulo parlante (Mister Ed) – serie TV, un episodio (1966)
- Honey West – serie TV, episodi 1x26-1x30 (1966)
- Batman – serie TV, un episodio (1966)
- Pistols 'n' Petticoats – serie TV, un episodio (1966)
- Laredo – serie TV, un episodio (1966)
- The Rounders – serie TV, episodio 1x09 (1966)
- Shane – serie TV, 2 episodi (1966)
- Strega per amore (I Dream of Jeannie) – serie TV, 2 episodi (1967-1968)
- Al banco della difesa (Judd for the Defense) – serie TV, 2 episodi (1967-1969)
- Mr. Terrific – serie TV, un episodio (1967)
- Le spie (I Spy) – serie TV, un episodio (1967)
- Gli invasori (The Invaders) – serie TV, un episodio (1967)
- The Second Hundred Years – serie TV, un episodio (1967)
- Squadra speciale anticrimine (The Felony Squad) – serie TV, episodi 2x13-2x14 (1967)
- Ironside – serie TV, 6 episodi (1968-1970)
- Mayberry R.F.D. – serie TV, 2 episodi (1968-1971)
- The Danny Thomas Hour – serie TV, episodio 1x17 (1968)
- Il grande teatro del west (The Guns of Will Sonnett) – serie TV, un episodio (1968)
- I giorni di Bryan (Run for Your Life) – serie TV, un episodio (1968)
- Vita da strega (Bewitched) – serie TV, un episodio (1968)
- Gli sbandati (The Outcasts) – serie TV, un episodio (1968)
- Selvaggio west (The Wild Wild West) – serie TV, 2 episodi (1968)
- Quella strana ragazza (That Girl) – serie TV, 2 episodi (1969-1970)
- Reporter alla ribalta (The Name of the Game) – serie TV, 2 episodi (1969-1970)
- Mod Squad, i ragazzi di Greer (The Mod Squad) – serie TV, 3 episodi (1969-1972)
- The Flying Nun – serie TV, un episodio (1969)
- The Outsider – serie TV, 2 episodi (1969)
- La terra dei giganti (Land of the Giants) – serie TV, un episodio (1969)
- Bracken's World – serie TV, un episodio (1969)
- The Pigeon – film TV (1969)
- Mannix – serie TV, 3 episodi (1970-1971)
- The Bold Ones: The Lawyers – serie TV, 3 episodi (1970-1972)
- La strana coppia (The Odd Couple) – serie TV, 4 episodi (1970-1973)
- The Challenge – film TV (1970)
- Uomini di legge (Storefront Lawyers) – serie TV, 2 episodi (1970)
- Nancy – serie TV, un episodio (1970)
- Mistero in galleria (Night Gallery) – serie TV, 2 episodi (1971-1972)
- Due onesti fuorilegge (Alias Smith and Jones) – serie TV, 3 episodi (1971-1972)
- Difesa a oltranza (Owen Marshall, Counselor at Law) – serie TV, 8 episodi (1971-1974)
- Insight – serie TV, 4 episodi (1971-1980)
- The Bold Ones: The Senator – serie TV, un episodio (1971)
- Incident in San Francisco – film TV (1971)
- The Sheriff – film TV (1971)
- Hawaii squadra cinque zero (Hawaii Five-O) – serie TV, un episodio (1971)
- Dead Men Tell No Tales, regia di Walter Grauman  – film TV (1971)
- Love, American Style – serie TV, un episodio (1971)
- Le strade di San Francisco (The Streets of San Francisco) – serie TV, 3 episodi (1972-1977)
- La famiglia Partridge (The Partridge Family) – serie TV, un episodio (1972)
- Mary Tyler Moore Show (Mary Tyler Moore) – serie TV, 3 episodi (1972)
- Cannon – serie TV, 3 episodi (1973-1974)
- Barnaby Jones – serie TV, 2 episodi (1973-1975)
- A tutte le auto della polizia (The Rookies) – serie TV, 2 episodi (1973-1975)
- The Bob Newhart Show – serie TV, 4 episodi (1973-1978)
- Set This Town on Fire – film TV (1973)
- Room 222 – serie TV, un episodio (1973)
- Il mago (The Magician) – serie TV, un episodio (1973)
- Savage – film TV (1973)
- Adam-12 – serie TV, un episodio (1973)
- Satan's School for Girls – film TV (1973)
- Love Story – serie TV, un episodio (1973)
- Squadra emergenza (Emergency!) – serie TV, 2 episodi (1974-1976)
- McMillan e signora (McMillan & Wife) – serie TV, 5 episodi (1974-1977)
- Agenzia Rockford (The Rockford Files) – serie TV, 4 episodi (1974-1978)
- Fools, Females and Fun – film TV (1974)
- Una famiglia americana (The Waltons) – serie TV, un episodio (1974)
- Harry O – serie TV, un episodio (1974)
- La casa nella prateria (Little House on the Prairie) – serie TV, episodi 1x18-2x18-5x12-5x24 (1975-1979)
- Ellery Queen – serie TV, episodio 1x03 (1975)
- Death Scream – film TV (1975)
- Shazam! – serie TV, un episodio (1975)
- L'uomo da sei milioni di dollari (The Six Million Dollar Man) – serie TV, un episodio (1975)
- Le rocambolesche avventure di Robin Hood contro l'odioso sceriffo (When Things Were Rotten) – serie TV, un episodio (1975)
- Sulle strade della California (Police Story) – serie TV, 2 episodi (1975)
- Lincoln – miniserie TV, una puntata (1976)
- The Lindbergh Kidnapping Case – film TV (1976)
- S.W.A.T. – serie TV, un episodio (1976)
- Il ricco e il povero (Rich Man, Poor Man)– miniserie TV, una puntata (1976)
- Capitani e Re (Captains and the Kings) (1976)
- Racconti della frontiera (The Quest) – serie TV, un episodio (1976)
- Tail Gunner Joe – film TV (1977)
- Nel tunnel dei misteri con Nancy Drew e gli Hardy Boys (The Hardy Boys/Nancy Drew Mysteries) – serie TV, un episodio (1977)
- Delta County, U.S.A. – film TV (1977)
- Corey: For the People – film TV (1977)
- The Last Hurrah – film TV (1977)
- Quincy (Quincy M.E.) – serie TV, un episodio (1977)
- Lou Grant – serie TV, un episodio (1977)
- You Gotta Start Somewhere – film TV (1977)
- Arcibaldo (All in the Family) – serie TV, 3 episodi (1978-1979)
- Charlie's Angels – serie TV, un episodio (1978)
- Crisis in Sun Valley – film TV (1978)
- Switch – serie TV, un episodio (1978)
- Greatest Heroes of the Bible – serie TV, un episodio (1978)
- Il terrore viene dal cielo (Terror Out of the Sky) – film TV (1978)
- Radici - Le nuove generazioni (Roots: The Next Generations) – miniserie TV, una puntata (1979)
- Archie Bunker's Place – serie TV, 62 episodi (1979-1983)
- Backstairs at the White House – miniserie TV, una puntata (1979)
- Scruples – miniserie TV, una puntata (1980)
- Stone – serie TV, un episodio (1980)
- Disneyland – serie TV, un episodio (1980)
- The Kids Who Knew Too Much – film TV (1980)
- Rage! – film TV (1980)
- Ralph supermaxi eroe (The Greatest American Hero) – serie TV, 2 episodi (1981-1982)
- Trapper John (Trapper John, M.D.) – serie TV, 2 episodi (1982-1983)
- Bravo Dick (Newhart) – serie TV, 3 episodi (1982-1986)
- Mysterious Two – film TV (1982)
- Saranno famosi (Fame) – serie TV, un episodio (1982)
- Lottery! – serie TV, un episodio (1983)
- Autostop per il cielo (Highway to Heaven) – serie TV, 2 episodi (1984-1988)
- Dallas – serie TV, un episodio (1984)
- Delitto senza movente (Dark Mirror) – film TV (1984)
- Hunter – serie TV, un episodio (1984)
- Il mio amico Ricky (Silver Spoons) – serie TV, un episodio (1984)
- Cuori senza età (The Golden Girls) – serie TV, un episodio (1986)
- The Loner – film TV (1988)

## Doppiatori italiani
Nelle versioni in italiano delle opere in cui ha recitato, Bill Quinn è stato doppiato da:
- Manlio Guardabassi in La casa nella prateria (ep. 2x18)
- Mario Milita in La casa nella prateria (ep. 5x13)
- Alessandro Sperlì in Charlie's Angels
- Fausto Tommei in Ai confini della realtà
- Mario Mastria in Star Trek V - L'ultima frontiera